# Luciana Rigueira
Luciana Rigueira (Rio de Janeiro, 22 de novembro de 1977) é uma atriz e escritora brasileira. Desde a infância teve interesse em arte e literatura, tendo atuado em várias peças. Seu primeiro trabalho  no cinema foi em 1996 como Cida em Quem Matou Pixote?, personagem consagrada com o Festival de Gramado, Festival Internacional de Cinema de Cartagena e Troféu APCA.
Em 2000, voltaria a se destacar no cinema interpretando Ánote no filme Brava Gente Brasileira, trabalhou que rendeu o prêmio de Melhor Atriz pelo Festival de Brasília. Sua estreia na televisão, no entanto, iniciou-se em 2002 como Vanderdélia de Coração de Estudante. Posteriormente, ainda faria outros trabalhos como a Odete de Mulheres Apaixonadas, as telenovelas Alma Gêmea e América; este último dando sua vida a Nossa Senhora de Guadalupe.

## Carreira

### Como atriz
Nascida no Rio de Janeiro, Luciana tinha interesse pela literatura e teatro desde a infância. Após concluir o ensino médio, estudou teatro pela Escola de Atores CCPAC, na sua cidade natal. Em 1996, ao ser indicada pela amiga, estreou no cinema em Quem Matou Pixote?, interpretando Cida; papel que lhe garantiu quatro premiações, sendo todos na categoria de Melohr Atriz: Prêmio Guarani de Cinema Brasileiro, Festival de Gramado, Festival de Cartagena e Troféu APCA. Dois anos mais tarde, participou do filme Fica Comigo dando sua vida a Bel.
Em 2000, interpretou a personagem Ánote no filme Brava Gente Brasileira; sendo reconhecida no Festival de Brasília como Melhor Atriz. Além disso, encerrou sua participação no cinema como Tikiri em Tainá - Uma Aventura na Amazônia. Sua estreia na televisão, no entanto, só viria em 2002, dando sua vida a Vanderléia de Coração de Estudante. No ano seguinte, foi a Odete (empregada de Hilda) em Mulheres Apaixonadas.
Em 2005, esteve na telenovela Alma Gêmea como Jacira e, no mesmo ano, ainda participaria da obra América, interpretando a santa Nossa Senhora de Guadalupe. Três anos depois, foi a Valdirene de Casos e Acasos. Em 2010, esteve em A Vida Alheia como Meire, até viver a personagem Rosa em Alto Astral, quatro anos mais tarde.

### Como escritora
Luciana Rigueira já publicou nove livros desde quando tornou-se escritora.
- O abraço do Antônio
- O barco do João
- Vovô me deu um bolo
- O mistério da mamãe
- Mamãe é estrela
- O tempo da vovó
- Vida de boneca
- Felipe e Farrapo
- Coisa de irmão

## Filmografia

### Trabalhos na televisão
| Novelas e Seriados | Novelas e Seriados   | Novelas e Seriados         | Novelas e Seriados |
| Ano                | Título               | Personagem                 |                    |
| ------------------ | -------------------- | -------------------------- | ------------------ |
| 2014               | Alto Astral          | Rosa                       |                    |
| 2010               | A Vida Alheia        | Meire                      |                    |
| 2008               | Casos e Acasos       | Valdirene                  |                    |
| 2005               | América              | Nossa Senhora de Guadalupe |                    |
| 2005               | Alma Gêmea           | Jacira                     |                    |
| 2003               | Mulheres Apaixonadas | Odete                      |                    |
| 2002               | Coração de Estudante | Vanderléia                 |                    |

### Trabalhos no cinema
| Filmes | Filmes                           | Filmes     | Filmes |
| Ano    | Título                           | Personagem |        |
| ------ | -------------------------------- | ---------- | ------ |
| 2001   | Tainá - Uma Aventura na Amazônia | Tikiri     |        |
| 2000   | Brava Gente Brasileira           | Ánote      |        |
| 1998   | Fica Comigo                      | Bel        |        |
| 1996   | Quem Matou Pixote?               | Cida       |        |